# SK Slavia Praha 2015/2016
Tento článek se podrobně zabývá sestavou, zápasy a celkovým děním v klubu SK Slavia Praha před a během sezony 2015/16. Zejména v "A-týmu" klubu, působícím v Synot lize.
Slavia v této sezoně dosáhla nejlepšího výsledku od dob posledního mistrovského titulu v sezoně 2008/09, když se umístila na páté příčce. Zároveň toto umístění, díky pohárovému vítězství čtvrtého ligového týmu FK Mladá Boleslav, zajistilo Slavii poprvé do roku 2009 návrat do evropských pohárových soutěží. Před startem sezony došlo k několika zásadním změnám ve vedení klubu i ve složení realizačního týmu. Největší změnou byla výměna hlavního trenéra, odstoupivšího Miroslava Beránka nahradil Dušan Uhrin mladší. Ke větším změnám, tentokrát na úrovni majitelů klubu, došlo v průběhu podzimu 2015, kdy stávající vlastník Aleš Řebíček prodal svůj majetkový podíl čínské společnosti CEFC a podnikateli Jiřímu Šimáně.

## Podrobný popis sezony

### Předsezónní události
Po skončení sezony 2014/15 došlo u klubu k výměně vedení klubu i realizačního týmu (viz Realizační tým) Tým na postu hlavního trenéra převzal Dušan Uhrin ml. a začal ho připravovat na novou sezonu.
V týmu skončilo hostování Krisztián Tamásovi a Vukadin Vukadinovićovi. Naopak z hostování v krachující Viktorie Žižkov se vrátila trojice mladíků Josef Bazal, Tomáš Souček a František Mysliveček, z Kolína se vrátil brankář Josef Řehák.
Ještě v červnu odehrál tým s novým trenérem přípravné utkání s FC Graffin Vlašim, ve kterém neudržel dvoubrankové vedení a nakonec remizoval 2–2. Tradiční turnaj v Čelákovicích znamenal obsazení 3. místa ze čtyř účastníků.
Červenec začal úspěšně, a to dvojím vítězstvím během jednoho dne. Dopoledne tým sehrál duel s FC Vysočina Jihlava (4–1) a v podvečer porazil v Ďolíčku Bohemians Praha 1905 1–0.

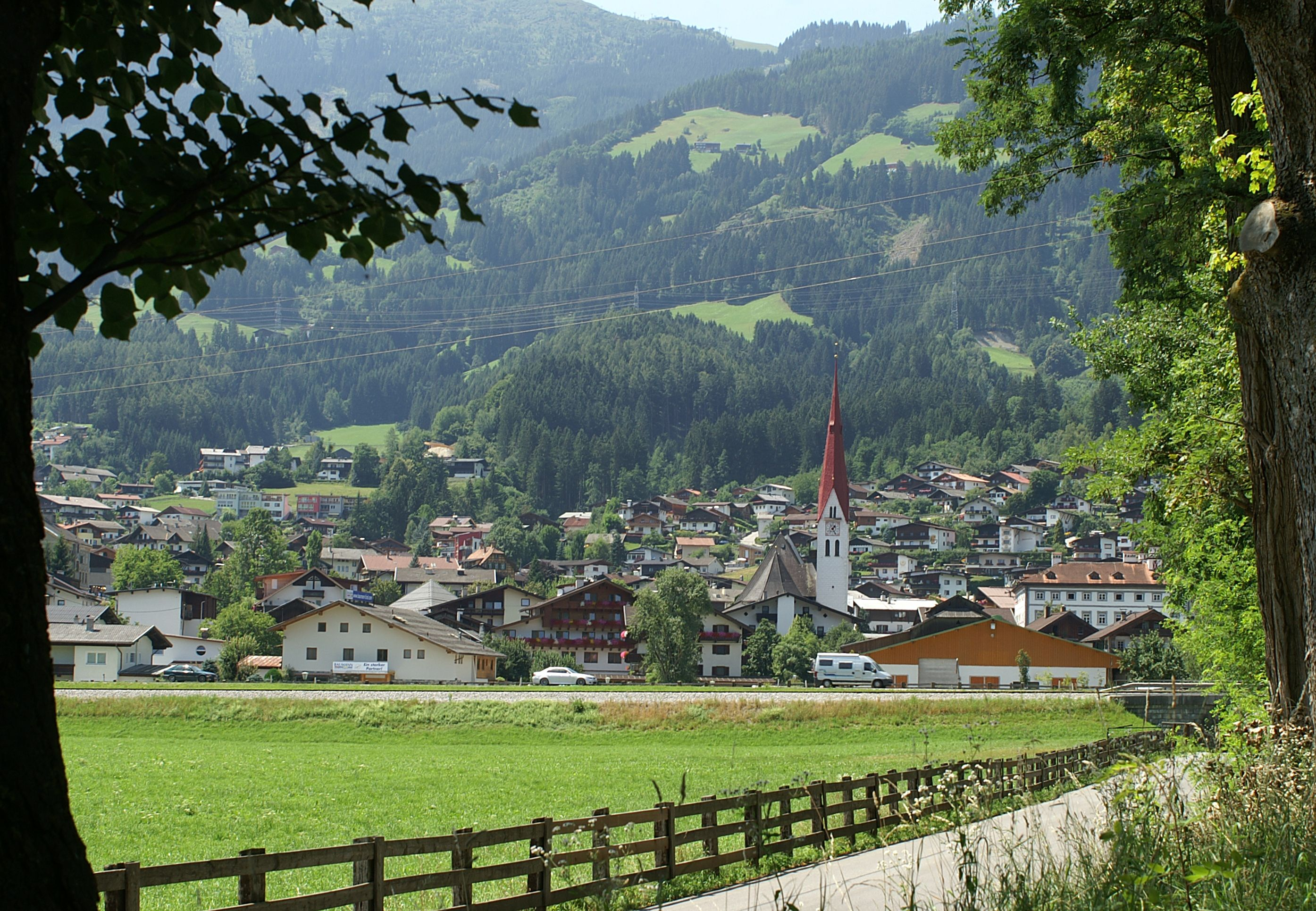
Fügen (Zillertal)

V pátek 3. července tým odcestoval na osmidenní herní soustředění do rakouského Fügenu, který leží nedaleko Innsbrucku. Tam tým čekala čtveřice přípravných duelů. S týmem odcestoval Radek Voltr, Tomáš Jablonský a Miljan Vukadinović, bratr Vukadina, který přišel na roční hostování s opcí z týmu FK Mladá Boleslav. Smlouvy před soustředění prodloužili Karel Piták, Martin Dostál (oba o rok) a Milan Černý. Naopak v týmu skončili Damien Boudjemaa a brankář Matej Rakovan, kteří dostali svolení hledat si angažmá. Na soustředění z výkonnostních důvodů neodcestovali Fotr, Kodr, Fialka, Prošek, Mysliveček a Škutka, kteří se dále připravovali s juniorkou.
Samotné soustředění proběhlo úspěšně, když Slavia postupně remizovala s MSV Duisburg, FK Dynamo Moskva a porazila WSG Wattens z nižší rakouské soutěže. Nakonec pak ještě remizovala s ruským týmem FK Ufa. Po návratu byly dotaženy přestupy Tomáše Jablonského a Radka Voltra. Letní přípravu uzavřely dvě vítězství nad celky FNL FC MAS Táborsko a SK Dynamo České Budějovice. Na různě dlouhá hostování byli odesláni Aldo Baéz, Václav Prošek i František Mysliveček.
V průběhu června došlo u pražského městského soudu k podání návrhu insolvenčního řízení proti klubu společností Online Services z tichomořského souostroví Samoa. Tato společnost odkoupila spornou pohledávku 6 milionů Kč od bývalého generálního manažera klubu Zbyňka Kusého, který "tuto částku požadoval jako zprostředkovatelskou odměnu na základě smlouvy, která podle něj platila i po jeho odchodu z klubu." Dalších cca 13 milionů Kč si Kusý nárokoval sám v exekučním řízení. Slavia kontrovala žádostí o vydání předběžného opatření k insolvenčnímu řízení, v čemž ale neuspěla. Následkem toho musel klub v průběhu července doložit soudu informace o celkovém účetnictví firmy, ze kterého vyplynula nejen data o dalších dlužných částkách, ale i výši platů některých fotbalistů, atd. Soud alespoň potvrdil, že Slavia stále smí nakládat se svým majetkem, tedy i kupovat a prodávat hráče.
Den před prvním ligovým zápasem bylo oznámeno, že farmou Slavie, tedy týmem kterému je možné posílat hráče na střídavý start, se stal finančními problémy taktéž sužovaný klub FK Viktoria Žižkov.

### Podzimní část
Nový ročník Synot ligy byl zahájen v pátek 24. července. Slavia zavítala na hřiště obhájce titulu Viktorie Plzeň. Přes solidní výkon dvakrát inkasovala, a tak ani branka Milana Škody z poslední minuty neodvrátila porážku 1-2. V druhém kole do Edenu přijel Slovan Liberec. Hosté se trefou Bakoše ujali vedení již ve 2. minutě, ale ještě do 13. minuty vyrovnal Milan Škoda a následně zvýšil vedení Jan Mikula. Hosté pak již jen stačili v druhém poločase vyrovnat Šuralem. Třetí kolo Slavia odehrála v Brně, kde nepředvedla dobrý výkon a prohrála gólem, který vstřelil bratr slávistického kanonýra Michal Škoda. Slavia tak byla po třech kolech s jedním bodem na 15. sestupové příčce.
Posun ligovou tabulkou vzhůru započal až ve 4. kole, kdy do Edenu dorazila Jihlava, které slávisté nastříleli 4 branky, aniž by inkasovali. Do zápasu v základní sestavě nastoupil Jan Štohanzl, jenž dorazil na roční hostování z Mladé Boleslavi a dvakrát se trefil Milan Škoda, který tak ukázal, že dokáže navázat na ze své strany velice úspěšnou předchozí sezonu. Na svůj výkon navázal v dalším kole proti Baníku, kdy svými brankami ozdobil konce obou poločasů, a dopomohl tak svému týmu k vítězství 3:1.
Přelom srpna a září vyplnil zápas 2. kola domácího poháru, ve kterém Slavia zavítala do Nového Bydžova k zápasu s Unionem 2013. Slavia nastoupila v sestavě s hráči na pomezí základu a lavičky, s Bazalem ve středu zálohy a Radkem Voltrem na hrotu. Druhý jmenovaný vstřelil při vítězství 7:0 hat-trick a klub si tak lehce zajistil povinný postup do třetího kola MOL Cupu. Reprezentační přestávku pak další týden Slavia strávila přátelským zápasem proti diviznímu Trutnovu. Zápas, do kterého v druhém poločase zasáhli i junioři Pelyak, Kocourek, Veselý a Vavrouš, Slavia vyhrála v poměru 2:0.

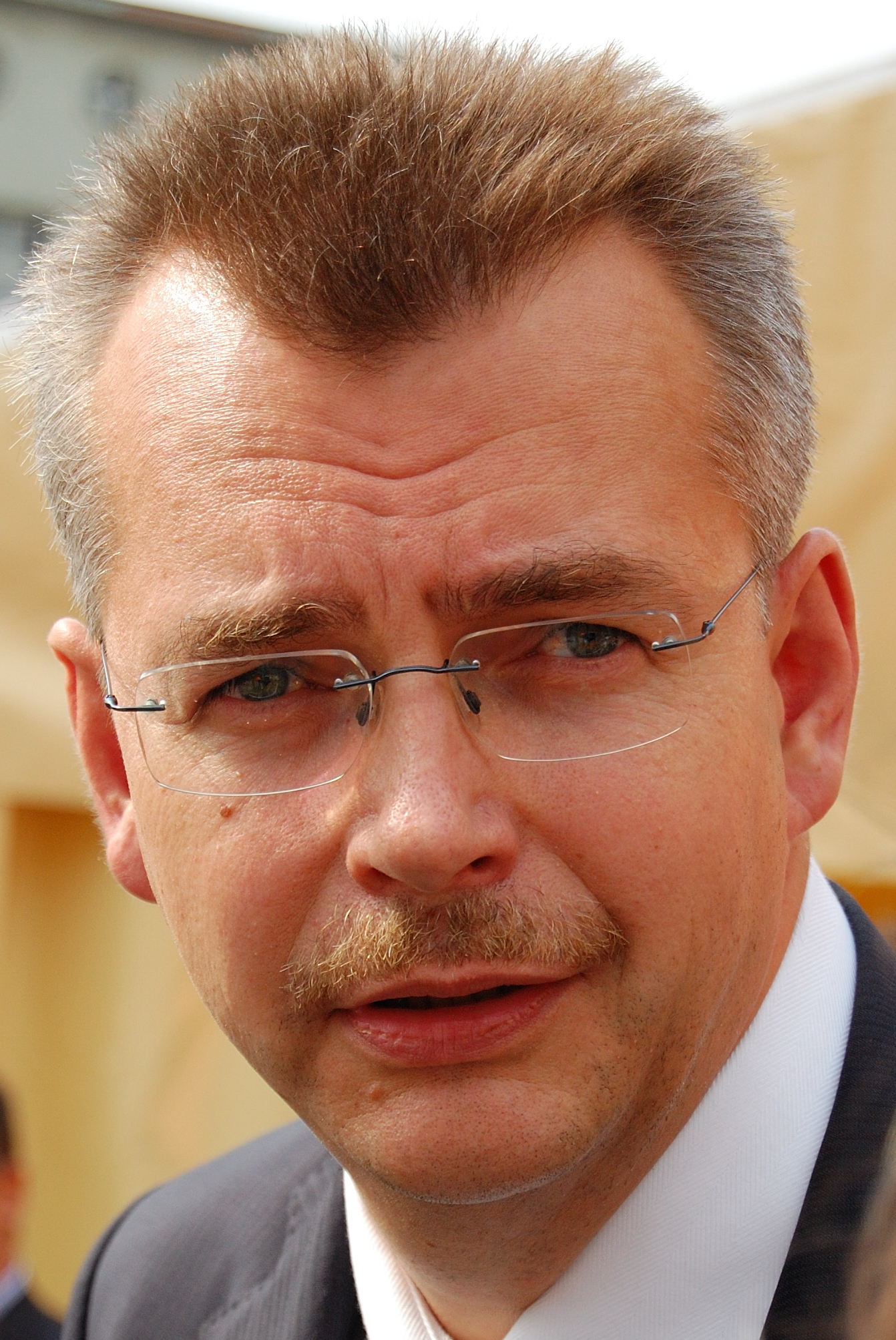
Jaroslav Tvrdík

Začátek září přinesl i finální řešení finanční nestability klubu. Již 1. září média informovala o probíhajících jednáních s potenciálními investory a o jejich závažnosti usuzovala z neuskutečněného přestupu útočníka Milana Škody do Turecka. 4. září pak již Slavia opravdu měla nové majitele. Dosavadní majitel klubu Aleš Řebíček odprodal majoritní podíl akcií českému podnikateli Jiřímu Šimáněmu, který se o ně okamžitě podělil v poměru přibližně 40:60 s čínským energetickým gigantem CEFC, zastoupeným bývalým ministrem obrany za ČSSD Jaroslavem Tvrdíkem.
Se změnou majitelů došlo také k částečné obměně ve vedení klubu a nastavení nové koncepce směřování klubu. Vznikla tak například sportovní rada (ve složení Josef Jinoch, Dušan Uhrin, Jiří Plíšek, David Trunda, Vladimír Šmicer a Jakub Dovalil) s kompetencemi při přípravě přestupů, mládežnická akademie vedená Jiřím Plíškem nebo došlo na obnovení úseku skautingu pod dohledem Jakuba Dovalila. Dovalil však nakonec ve Slavii působil jen několik týdnů, jelikož v začátku roku 2016 přijal nabídku trénovat národní tým Spojených arabských emirátů do 20 let, a jeho pozice nebyla v sezoně 2015/16 znovu obsazena.
V průběhu září se klub ze zdravotních důvodů rozloučil se záložníkem Tomášem Mičolou, se kterým rozvázal smlouvu. Deset dní do konce přestupního období pak z Ostravy, kam Mičola zamířil, dorazil obránce Michal Frydrych. Opačným směrem na hostování putovali (jako hráčská kompenzace) Marek Červenka a Martin Dostál.
Šestým kolem pak 12. září pokračovala pro Slavii Synot liga. Slavia se v ní poprvé pod dohledem nových majitelů představila v Edenu proti Mladé Boleslavi. Slavia se v druhém poločase dostala do vedení po vlastním gólu Romana Poloma, ale Skalákovi se podařilo záhy vyrovanat a na výsledku 1:1 již nezměnilo ani vyloučení Jiřího Fleišmana. K reparátu došlo za týden, kdy klub zavítal na hřiště ligového nováčka ze Zlína. Po brankách Keniji a Součka Slavia ve Zlíně vyhrála 2:0 a přerušila zlínskou sérii domácích výher.
Před derby pražských S následovalo 3. kolo MOL Cupu. Slavia po vítězství nad Unionem vyrazila do Ústí nad Labem, kde, tak jako již mnohokrát, prohrála s týmem z nižší ligové úrovně. Druholigové Ústí vstřelilo Slavii 4 góly, z nichž jeden zajistil ze Slavie hostující odchovanec Jan Peterka, a postoupilo do 4. kola místo pražského celku. Slavia tak počtvrté za posledních 5 let skončila pohárovou pouť již ve 3. kole a po třech letech opět selhala proti Ústí nad Labem (v roce 2014 ztroskotala na Viktorii Žižkov a v roce 2011 s SK Převýšov).
Po výpadku v Ústí nad Labem si Slavia spravila pověst v následujícím derby se Spartou, když po třech letech dokázala pražského soupeře porazit. V nastavení prvního poločasu napřáhl ke střele zpoza velkého vápna Jaromír Zmrhal, brankář Bičík jeho střelu svým zákrokem zpomalil, ale nedokázal již zcela zabránit míči v cestě za brankovou čáru. Slavia na domácím stadionu vyhrála 1:0. V tabulce se pak navíc poprvé v sezóně dostala na 4. pozici, která týmům v tomto ročníku zaručovala postup do předkola Evropské ligy. Ihned v dalším kole přišlo na řadu další pražské derby, tentokrát proti FK Dukla Praha. Slavia i toto kolo odehrála na domácím stadionu, ale do zápasu nevstoupila dobře, když se už v 5. minutě trefil hostující Krmenčík. Ve druhém poločase vyrovnal Škoda, ale další branku již nikdo přidat nedokázal.
8. října, během další reprezentační pauzy, sehrála Slavia další přátelský zápas a vybrala si k němu opět Slovan Bratislava, se kterým v létě prohrála 1:4 na turnaji v Čelákovicích. Ani tentokrát se týmu nedařilo lépe, nepočítaje fakt, že Slovan skóroval pouze třikrát a vyhrál jen 3:1.
20. října pak došlo i na plánovanou valnou hromadu, kde byly doplněny orgány akciové společnosti tak, aby jejich složení odpovídalo nové majetkové struktuře. Předsedou představenstva se stal Jiří Šimáně, jenž prostřednictvím své firmy Fly Investments vlastnil 39,98% akcií klubu. Členy představenstva se stali generální ředitel Slavie David Trunda, finanční ředitel Petr Boháč a za CEFC, která vlastnila 59,97% akcií, novinář a vedoucí PR oddělení Tomáš Syrovátka. Do dozorčí rady byl zvolen jako předseda prezident CEFC Chan Chauto, Jaroslav Tvrdík a ikona klubu Vladimír Šmicer.
Říjen přinesl ještě dva ligové zápasy. Duel v Jablonci skončil bezbrankovou remízou, a když do Edenu přijel hanácký zástupce Sigma Olomouc, po červéné kartě pro Hrubého oslabená Slavia (po sérii sedmi zápasů bez porážky) prohrála dvěma góly Davida Housky 0:2. Tým tak od "velkého derby" propadl ze 4. místa v tabulce na sedmé a navíc přišel o zraněného Štohanzla. Dobrou zprávou tak alespoň bylo, že se podařilo zastavit hrozbu insolvenčního řízení.
Listopad pro tým dopadl lépe, než konec října. Oslabená Slavia, s několika zásahy do obranné a záložní řady, jela k zápasu 12. kola do Teplic, kde remízový zápas rozhodl v 86. minutě střídající obránce Bílek. V dalším kole již došlo na Vršovické derby proti Bohemians. Zápas nezačal vůbec dobře pro slávistickou hvězdu, stopera Simona Deliho, jenž nejdříve srazil soupeřovu střelu za Berkovcova záda a za několik minut zavinil i penaltu, kterou proměnil Josef Jindřišek. Ještě do poločasu dokázal snížit (po přihrávce Karla Pitáka, pro nějž to byl 300. zápas v lize) Milan Škoda svým 50. gólem v české lize na 1:2 a ve druhé půli, tři minuty před koncem, i vyrovnat. Zápas tak přes slávistický tlak skončil remízou 2:2. Další dva ligové zápasy v listopadu dopadly pro klub příznivěji. Nejdříve Slavia porazila v Uherském Hradišti góly Zmrhala a Vukadinoviće 2:0 Slovácko, a posléze o posledním listopadovém víkendu v Edenu přemohla 1. FK Příbram 2:1. Milan Škoda v prvním poločase proměnil pokutový kop, kterých Slavia neměla v posledních letech mnoho. Slavia tak byla po polovině soutěže opět na "evropském" čtvrtém místě před pátým Libercem.
Právě zápas s Libercem pro Slavii obstaral tradiční podzimní předehrávku 16. kola. Slavia se na stadionu u Nisy ujala velmi záhy vedení - již po dvou minutách herního času otevřel skóre povedenou střelou z hranice malého vápna Jaromír Zmrhal. Ve druhé půli však střídající Marek Bakoš vyrovnal a Slavia pak zápas během dvou minut zcela ztratila, když se trefil i David Pavelka. Výsledek 2:1 pro domácí zůstal nezměněn po zbytek zápasu a Slavia tak výhodné čtvrté místo přepustila Liberci a přezimovala na páté pozici.

### Zimní přestávka

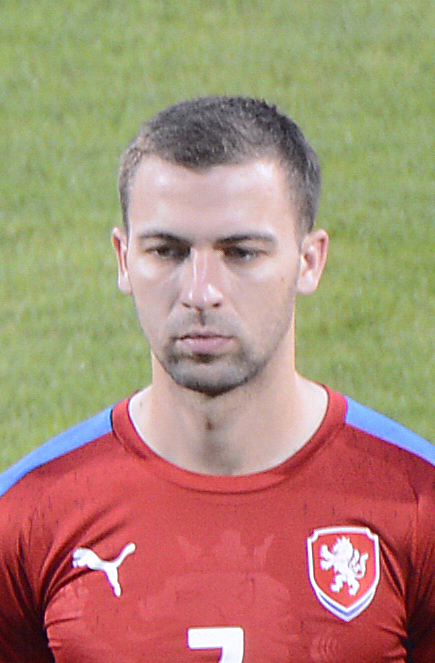
Josef Hušbauer

Po vánoční dovolené se Slávisté sešli ve Edenu opět 4. ledna 2016. Na začátku přípravy absolvovali obvyklé fyzické testy na FTVS UK. Přes zimní přestávku se do Slavie vrátili i někteří hráči, kteří v průběhu sezony hostovali v jiných týmech, ale ani Kodr, ani Vošahlík, jenž se vrátil z ročního působení v Kazachstánu, se nakonec do kádru neprobojovali. Noví majitelé totiž trenéru Uhrinovi slíbili dostatečné prostředky na nákup posil. Ještě před Vánoci se tak klubu upsal mladíček Libor Holík a po něm – zřejmě nejkontroverznější přestup zimy – sparťan Josef Hušbauer. Mezi svátky do Edenu dorazil příbramský záložník Antonín Barák a českobudějovický Zdeněk Linhart. Na Silvestra Slavia podepsala smlouvu s mladoboleslavským Janem Bořilem, o kterého stála již v letním přestupovém období, jenže přestup troskotal na finančních otázkách. 7. ledna byl ohlášen transfer hned tří hráčů – ze Zlína přišel Lukáš Železník, z Jihlavy Muris Mešanović a z posledního Baníku brankář Pavlenka. O týden později navíc ještě dorazil mladý slovenský křídelník z MŠK Žilina Jaroslav Mihalík. Do Zlína naopak putoval z kádru Slavie Dame Diop, jenž se víceméně nikdy stabilně neprobojoval do kádru A týmů, a do Jihlavy na hostování Radek Voltr, jen po půl roce ve Slavii. Do Ostravy putoval na hostování Hrubý a k Bohemians 1905 Michal Švec. Slavia taktéž usilovala o přestup Josefa Šurala, Dušana Šventa nebo Martina Zemana. První jmenovaný se záhy rozhodl dát přednost Spartě, u zbylých dvou se Slavia nedohodla s jejich kluby. Navíc se v průběhu celého přestupového období objevovaly informace o možném přestupu Milana Škody do Spojených arabských emirátů a Jaromíra Zmrhala do ruské ligy.
V České republice v průběhu ledna Slavia odehrála šest přátelských zápasů s týmy FNL a ČFL, většinou na umělém povrchu tréninkového komplexu v Edenu, a jeden zápas na přírodní trávě komplexu v Nymburku. V pěti zápasech dokázal tým zvítězit a jedinou prohru si na začátku přípravy připsala opět v zápase proti druholigovému Ústí nad Labem. Po přípravě v ČR následoval odjezd na herní soustředění ve španělské Marbelle. Zde Slávisté sehráli celkem čtyři přípravná utkání, nejprve s exotickými soupeři z Asie, a posléze i evropskými týmy, z nichž nejzajímavější pro oko diváka mohlo být FK Dynamo Kyjev, které mělo za nedlouho nastoupit v jarní části Ligy mistrů. První soupeř Slavie z čínského Nan-ťingu – FC Ťiang-su Su-ning – v údobí několika dnů okolo naplánovaného zápasu se Slavií nakoupil do svého kádru slavné Brazilce Alexe Teixeiru, Jôa a Ramirese. Transferem prvního jmenovaného pokořil Ťiang-su Su-ning rekord čínské ligy, jelikož za tohoto hráče klub zaplatil Šachtaru Doněck 50 milionů eur.
Ani velké nákupy (které v zápase se Slavií ještě nenastoupily) Číňany nezachránily od snadné prohry 1:5, kterou jim Slavia v Coínu uštědřila. Ve druhém zápase ve Španělsku o dva dny později slávisté poměřili síly s jihokorejským týmem Suwon Samsung, který porazili nejtěsnějším rozdílem 1:0. Vyšší skóre pak zařídilo trio Škoda, Hušbauer a Kenija v zápase proti úřadujícímu mistru polské Ekstraklasy Lechu Poznań. Slavia vyhrála zápas 3:1. Generálku na ligu obstaral zápas kyjevským Dynamem. Slávisté tým, který za dvacet dní podlehl v osmifinále Ligy mistrů Manchesteru City, porazili 2:1 dvěma brankami ve druhém poločase. Špatnou zprávou pro trenéra Uhrina ovšem bylo, že Milan Škoda byl během zápasu nešetrně faulován, a následně musel vynechat začátek jarní části ligové soutěže.

### Jarní část
Před prvním jarním zápasem proti Zbrojovce Brno proběhla tradiční tisková konference, kde majitelé, trenér a hráči zhodnotili zimní přípravu a posilování týmu. Vedení klubu taktéž představilo novou podobu dresů, jež spočívala především v přítomnosti loga jednoho z majitelů – CEFC – na přední straně dresu, a sdělilo informace o nové spolupráci mezi Slavií a chorvatským Hajdukem Split. Jaroslav Tvrdík přednesl jarní cíle týmu, který měl z 5. místa útočit na Slovan Liberec a Mladou Boleslav na 3. a 4. příčce, a zajistit tak Slavii postup do předkola Evropské ligy UEFA v následujícím ročníku.
v 17. kole do Edenu zavítal celek z Brna, se kterým Slavia na podzim prohrála, a navíc jej pětkrát v řadě neporazila. Do zápasu kvůli přetrvávajícímu zranění kotníku nezasáhl Milan Škoda a místo něj nastoupily posily Mešanović a Železník. Prvně jmenovaný otevřel po čtvrthodině skóre a druhou branku přidal před přestávkou stoper Bílek. V kombinaci s prohrou Liberce se Slavia opět dostala na pohárové 4. místo, které by ale při rovnosti bodů s Libercem Slavii na konci ročníku nezůstalo.
V následujícím týdnu Slavia zavítala do Jihlavy, která se po 17 odehraných zápasech pohybovala na hraně sestupu, resp. na předposlední – sestupové pozici. Přes množství šancí, zejména v prvním poločase se slávistům nepodařilo vstřelit branku a oba týmy se rozešly smírně 0:0. To, že slávisté nedokázali Jihlavu porazit mělo za následek i propad na páté místo, dva body za Liberec a Boleslav. Po 18. kole tak klub mohl jen doufat, že vyhraje všechny zápasy a soupeři budou klopýtat.
V následujícím kole do Edenu zavítal již téměř beznadějně poslední celek z Ostravy. Hosté se překvapivě dostali do vedení brankou de Azeveda, ale muž zápasu – Tomáš Souček, který den před zápasem oslavil své 21. narozeniny – ještě do poločasu vývoj utkání otočil a v 65. minutě pak i dovršil hattrick, čímž více než zdvojnásobil své střelecké konto v první lize.
Šance na pronásledování soupeřů v boji o evropské poháry dostala první ránu ve 20. kole, kdy slávisté dorazili k přímému souboji o přední příčky na městském stadionu v Mladé Boleslavi. Díky dohodě obou klubů nemohli do hry zasáhnout Štohanzl a Vukadinović, a zranění do hry nepustilo brankář Berkovce. Naopak po absenci v zápase s Ostravou se vrátil Zmrhal. domácí byli v průběhu zápasu lepší, ale podstatné události se odehrály až ve druhém poločase. Nejprve byl za faul na Chramostu v pokutovém území vyloučen Frydrych a udělenou penaltu proměnil Magera. Dvoukólvé vedení domácích pak zajistil 5 minut před koncem Jakub Rada. Na zisk bodů již pak nezměnil nic ani Mešanovićův gól, ani červená karta pro Kúdelu. Slavia tak na Boleslav ztrácela již 6 bodů a na Liberec, díky jeho remíze se Slováckem, body tři.

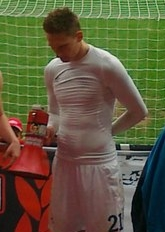
Milan Škoda

Následovalo domácí vítězství proti Fastavu Zlín, které opět zařídil hrdina zápasu s Baníkem Tomáš Souček již po 6 minutách hry. Pak se již hrálo velké derby. Slávistům se vstup do utkání na Letné povedl. Milan Škoda téměř na minutu přesně okopíroval začátek zápasu Sparta - Slavia z předchozí sezóny, když otevřel skóre již v 6. minutě (v předchozím ročníku to byla dokonce minuta 4.). Domácí byli přesto ve snaze odčinit podzimní prohru v celém zápase aktivnější a zápas zlomili ve druhém poločase góly Lafaty, Costy a Zahustela. I přes prohru se však bodový rozdíl mezi Slavií a Libercem nezvýšil, jelikož Severočeši prohráli s lídrem tabulky z Plzně.
Duben začal pro slávisty dalším derby, tantokrát s Duklou. Dušan Uhrin musel udělat v sestavě oproti zápasu se Spartou hned 7 změn kvůli různým zraněním a karetnímu trestu pro Hušbauera. O jediný gól zápasu se v prvním poločase postaral domácí Štětina, který ovšem zamířil za záda vlastního brankáře. Zásluhu na tomto gólu měl především Muris Mešanović, který svým pohybem nedal Štětinovi jinou možnost, než se do letu centrovaného míče vložit.
Zbytek měsíce dubna byl pro Slavii výsledkově spíše neúspěšný. Slávisté sice neprohráli, ale zato nahromadili čtyři remízové zápasy za sebou. Tím tak dovolili Mladé Boleslavi, která se po 27. kole nacházela na 4. místě, nastřádat 10 bodů náskoku, což tři kola před koncem soutěže znamenalo jistotu, že ubrání 4. místo, o které Slavia usilovala. Navíc pak slávisté dali ztrátou 8 bodů šanci Zbrojovce Brno přiblížit se na pouhé 3 body.
Ze čtyř remíz proti Jablonci (kdy nastřelila 3× tyč), Olomouci, Teplicím a Bohemians tak mohly slávisty mrzet zejména výsledky proti Sigmě Olomouc, která se již tehdy pohybovala v pásmu sestupu, a rozhodně i proti Teplicím. V tomto zápase Slavia v Edenu dvakrát díky Milanu Škodovi vedla, ale soupeři se vždy podařilo vyrovnat. K nejdramatičtějším okamžikům zápasu došlo až v nastaveném čase, kdy si slávisté po faulu Ljevakoviće vysloužili pokutový kop. K míči se postavil Hušbauer, ale penaltu neproměnil, což Slavii stálo další dva body. V závěru byl pak vyloučen ještě hostující Soune Soungole.
Začátkem dubna rezignoval menšinový vlastník Jiří Šimáně na pozici předsedy představenstva klubu. Jako důvod tohoto kroku byly citovány rozdílné představy většinového a menšinového akcionáře o (zejména finančním) způsobu dosažení klubových úspěchů. Z následného jednání mezi Jaroslavem Tvrdíkem a Jiřím Šimáně pak vzešla dohoda o navýšení majetkové účasti CEFC na cca 67% akcií, volba předsedy představenstva klubu nominovaného CEFC a Šimáněho volba na pozici v představestvu klubu.
V květnu na hráče zbývaly již jen tři zápasy, vměstnané do období dvou víkendů, a boj o udržení alespoň 5. místa, které by potenciálně mohlo znamenat postup do předkola Evropské ligy UEFA v případě, že by Jablonec nevyhrál ligový pohár. Slávisté k zajištění 5. místa vykročili vstřelením pěti branek do sítě Slovácka, které v 28. kole zavítalo do Edenu. Dvěma góly se v prvním poločase zapsal 21letý Antonín Barák. V druhém poločase hosté dokázali vstřelit kontaktní gól, ale již o minutu později se trefil Hušbauer, pro něhož to byl první gól za Slavii v soutěžním zápase, a po něm ještě stoper Bílek a střelec Škoda. Slavia tak vyhrála 5:1 a zvýšila svůj náskok na Brno na 5 bodů.
V předposledním kole navštívila Slavia Příbram, kde o svém vítězství 3:1 rozhodla góly Součka, Baráka a Mešanoviće již v první půli. V druhé půli již jen korigoval výsledek příbramský Patrik Brandner. Zápas, který svým vystoupením znehodnotila dvojice opilých rozhodčí Pilný a Jech, zajistil slávistům konečnou jistotu 5. místa.
V posledním zápase sezony do Edenu přijel čerstvý mistr ligy z Plzně. I přes pravděpodobné oslavy titulu v kádru hostů překvapilo, když slávisté viktoriány deklasovali 5:0. Již ve 4. minutě zápasu, po kterém byl trenér mistrů odvolán, se trefil mladý slovenský křídelník Jaroslav Mihalík a po něm ještě v prvním poločase Barák s Mešanovićem. Ve druhém poločase pak slávisté pokračovali v předvedeném výkonu a Hušbauer s hostujícím Vukadinovićem přidali další dvě branky. Slávisté tak sezonu zakončili se skóre 13:2 v posledních třech zápasech a celkově vytvořili sérii osmi zápasů bez prohry.
Do pro Slavii nejdůležitějšího zápasu sezony ale žádný slávista nezasáhl (pokud nepočítáme Jasmina Šćuka, který do Slavie přestoupil v následujících dnech jako volný hráč), jelikož se jednalo o finále MOL Cupu mezi FK Jablonec a Mladou Boleslaví. Pouze zisk poháru pro Mladou Boleslav, která si již v ligové soutěži zajistila postup do 2. předkola Evropské ligy, by znamenal její posun do 3. předkola EL, přičemž do druhého předkola by se kvalifikoval 5. ligový tým – tedy Slavia Praha. K radosti příznivců Slavie se právě tak stalo poté, kdy v druhé polovině finálového zápasu vstřelil jeden z gólů právě budoucí slávista Šćuk a FK Mladá Boleslav vyhrála 2:0. Díky mladoboleslavským se Slavia kvalifikovala do evropských pohárů poprvé od roku 2009.
Ve výsledkově nejlepší sezoně od ročníku, ve kterém Slavia získala naposledy titul mistra ligy, obsadil klub konečnou pátou pozici s 52 body a 5 bodovou ztrátou na čtvrtou Mladou Boleslav.

## Klub

### Změny ve vlastnické struktuře klubu
V pátek 4. září 2015 přinesla média zprávu o změně akcionářské struktury klubu. Ta byla později potvrzena i na oficiálním webu pražského klubu. Původní akcionáři, kterými byli bývalý ministr dopravy Aleš Řebíček a společnost Vinet (majitel stadionu v Edenu), prodali svůj podíl, jenž čítal cca 99,94 %.
Většinový podíl, celkem 59,97 %, odkoupila čínská investiční skupina CEFC, jenž působí v oblasti financí, energetiky a průmyslu. V Česku už do jejího holdingu patří několik akvzicí. Podíl 39,97 % koupil Jiří Šimáně, spolumajitel letecké společnosti Travel Service a majitel společnosti Fly Sport Investments s.r.o. Zbylý podíl cca 0,06 % zůstal v držení drobných akcionářů.
V klubu tak byly dovršeny několikaleté pokusy o vstup nového silného partnera, který by pomohl s finanční stabilizací a navrácení na přední pozice Synot ligy. Předchozího majitele Aleše Řebíčka nahradil v pozici prezidenta klubu nový minoritní vlastník Jiří Šimáně. Na tiskové konferenci 7. října 2015 bylo oznámeno, že na valné hromadě společnosti SK Slavia Praha - Fotbal a.s. bude zvoleno představenstvo složené z prezidenta klubu Jiřího Šimáně, generálního ředitele Davida Trundy, finančního ředitele Petra Boháče a Tomáše Syrovátky. Do dozorčí rady společnosti byli na valné hromadě zvoleni Chan Chauto, Jaroslav Tvrdík a Vladimír Šmicer.

### Realizační tým

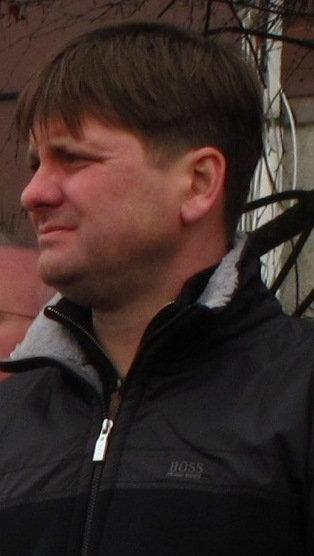
Dušan Uhrin, mladší

Krátce před začátkem letní přípravy byl novým hlavním trenérem jmenován Dušan Uhrin mladší, který ve funkci nahradil Miroslava Beránka. Ve funkci ve stejný den skončil i sportovní ředitel Karol Kisel a od 1. července jej nahradil Josef Jinoch, který již v minulosti ve stejné funkci u týmu působil.
Uhrin si za svého asistenta zvolil Petra Čuhela. Na postu trenéra brankářů vystřídal Juraje Šimurku trenér mládežnických brankárů Radek Černý.
S příchodem nových majitelů byl po několikaleté pauze obnoven úsek skautingu, do jehož čela se postavil někdejší mládežnický trenér Slavie a FAČR Jakub Dovalil. Do čela mládežnické akademie byl jmenován Jiří Plíšek. Vznikla také sportovní rada s rozličnými pravomocemi, jejímiž členy se stali sportovní ředitel Josef Jinoch, generální ředitel David Trunda, manažer mládežnické akademie Jiří Plíšek, hlavní skaut Jakub Dovalil, člen dozorčí rady Vladimír Šmicer a trenér A-týmu Dušan Uhrin.
| Post                         | Jméno                         |
| ---------------------------- | ----------------------------- |
| Hlavní trenér                | Dušan Uhrin ml.               |
| Asistent trenéra             | Petr Čuhel                    |
| Trenér brankářů              | Radek Černý                   |
| Vedoucí mužstva              | Stanislav Vlček               |
| Kondiční trenér              | Pavel Čvančara                |
| Hlavní kustod                | Jiří Šveněk                   |
| Klubové vedení               |                               |
| Prezident klubu (PP)         | Jiří Šimáně                   |
| Prezident klubu (PP)         | Aleš Řebíček (do 4.9.2015)    |
| Generální ředitel (MPP)      | David Trunda                  |
| Sportovní ředitel            | Josef Jinoch                  |
| Manažer mládežnické akademie | Jiří Plíšek                   |
| Hlavní Skaut                 | Jakub Dovalil (do ledna 2016) |
| Finanční ředitel (ČP)        | Petr Boháč                    |
| Finanční ředitel (ČP)        | Adam Řebíček (do 4.9.2015)    |
| Ředitel komunikace           | Jiří Vrba                     |

|  | Změny oproti konci předchozího ročníku. |

### Sada dresů
Domácí sada dresů nese tradiční barvy klubu prvně uvedené již v roce 1896 a od roku 1956 jsou prakticky neměnné. Společnost Umbro Slavii dodala dresy ze syntetického materiálu se stříbrnými vlákny, jež měla lépe napomáhat termoregulaci hráčů. Jako venkovní kombinace byla zvolena půlená tmavomodo-tyrkysová kombinace použitá pro hráče v poli již v letech 2010–2012. Později byla navíc užívána brankáři jako alternativní dres. Brankáři pro sezonu 2015/16 získali zcela nový modrý dres s tyrkysovými pruhy, zelený dres se žlutými pruhy a celobílý, nebo celočervený dres s šedými pruhy. Brankáři Slavie v sezoně nastupovali i v modrobílé a černobílé kombinaci dresu s pruhy.
- Výrobce: Umbro
- Hlavní sponzoři: Fortuna (2015), CEFC China (od 2016)

## Soupiska

### První tým
Aktuální k datu 16. února 2016.
| Číslo | Pozice | Nár.                | Hráč                    | Datum narození a věk       | Od roku | Cena       | Smlouva do | Předchozí angažmá    | Poznámka          |
| ----- | ------ | ------------------- | ----------------------- | -------------------------- | ------- | ---------- | ---------- | -------------------- | ----------------- |
| 1     | B      | Česko               | Jiří Pavlenka           | 14. dubna 1992 (32 let)    | 2016    | —          | 2019       | FC Baník Ostrava     |                   |
| 2     | Ú      | Česko               | Lukáš Železník          | 18. června 1990 (34 let)   | 2016    | —          | 2019       | FC Fastav Zlín       |                   |
| 3     | O      | Česko               | Jan Mikula              | 5. ledna 1992 (33 let)     | 2013    | ×          | 2018       | Juniorka             |                   |
| 4     | Ú      | Česko               | Jan Kuchta              | 8. ledna 1997 (28 let)     | 2015    | ×          | —          | Juniorka             |                   |
| 6     | O      | Česko               | Tomáš Jablonský         | 21. června 1987 (37 let)   | 2015    | —          |            | ŠK Slovan Bratislava |                   |
| 8     | Z      | Česko               | Jaromír Zmrhal          | 2. srpna 1993 (31 let)     | 2012    | ×          | 2016       | Juniorka             |                   |
| 9     | Z      | Česko               | Jan Štohanzl            | 20. března 1985 (39 let)   | 2015    | —          | 2016+      | FK Mladá Boleslav    | hostování s opcí, |
| 10    | Z      | Česko               | Josef Hušbauer          | 19. března 1990 (35 let)   | 2016    | 15 mil.Kč  | 2019       | AC Sparta Praha      |                   |
| 11    | Z      | Gruzie              | Levan Kenija            | 18. října 1990 (34 let)    | 2014    | volný hráč | 2016       | Fortuna Düsseldorf   | [ 82 ]            |
| 12    | B      | Česko               | Martin Berkovec         | 12. února 1989 (36 let)    | 2010    | ×          | 2017       | Juniorka             |                   |
| 14    | Z      | Srbsko              | Miljan Vukadinović      | 27. prosince 1992 (32 let) | 2015    | —          | 2016+      | FK Mladá Boleslav    | hostování s opcí  |
| 15    | O      | Česko               | Libor Holík             | 12. května 1998 (26 let)   | 2015    | —          |            | 1. FC Slovácko       |                   |
| 16    | Z      | Česko               | Milan Černý             | 16. března 1988 (37 let)   | 2014    | volný hráč | 2016       | FK Dukla Praha       |                   |
| 17    | Z      | Slovensko           | Jaroslav Mihalík        | 27. července 1994 (30 let) | 2016    | —          | 2019       | MŠK Žilina           |                   |
| 18    | O      | Česko               | Jan Bořil               | 11. ledna 1991 (34 let)    | 2016    | —          | 2019       | FK Mladá Boleslav    |                   |
| 19    | O      | Pobřeží slonoviny   | Simon Deli              | 27. října 1991 (33 let)    | 2015    | —          | 2018       | AC Sparta Praha      | [ 83 ]            |
| 20    | O      | Česko               | Jiří Bílek (fotbalista) | 4. listopadu 1983 (41 let) | 2014    | volný hráč | 2016       | Zagłębie Lubin       | [ 84 ]            |
| 21    | Ú      | Česko               | Milan Škoda             | 16. ledna 1986 (39 let)    | 2012    | zdarma     | 2018       | Bohemians Praha 1905 |                   |
| 22    | Z      | Česko               | Tomáš Souček            | 27. února 1995 (30 let)    | 2014    | ×          |            | Juniorka             |                   |
| 23    | Z      | Česko               | Karel Piták             | 28. ledna 1980 (45 let)    | 2013    | —          | 2016       | FK Baumit Jablonec   | [ 87 ]            |
| 24    | Ú      | Bosna a Hercegovina | Muris Mešanović         | 6. července 1990 (34 let)  | 2016    | —          | 2019       | FC Vysočina Jihlava  |                   |
| 25    | O      | Česko               | Michal Frydrych         | 27. února 1990 (35 let)    | 2015    | 5 mil.Kč   | 2019       | FC Baník Ostrava     | [ 89 ]            |
| 27    | Z      | Česko               | Antonín Barák           | 3. prosince 1994 (30 let)  | 2016    | —          | 2019       | 1. FK Příbram        |                   |
| 28    | O      | Česko               | Martin Latka            | 28. září 1984 (40 let)     | 2014    | volný hráč | 2018       | Fortuna Düsseldorf   | kapitán,          |
| 29    | B      | Česko               | Josef Řehák             | 25. července 1994 (30 let) | 2015    | ×          |            | Juniorka             |                   |

#### Hráči Juniorky, kteří nastoupili za "A-tým"
| # | Pozice | Hráč       |
| - | ------ | ---------- |
|   | Ú      | Oskar Fotr |
|   | Ú      | Jan Kuchta |

### Změny v kádru v letním přestupovém období 2015
| Přišli do týmu |      |        |                    |     |                      |                    |                    |                    |           |
| Číslo          | Poz. | Nár.   | Hráč               | Věk | Odkud přišel         | Do roku            | Typ                | Cena               | Zdroj     |
| 29             | B    | Česko  | Josef Řehák        | 20  | FK Kolín             | návrat z hostování | návrat z hostování | návrat z hostování | slavia.cz |
| 25             | O    | Česko  | Michal Frydrych    | 25  | FC Baník Ostrava     | 2019               | přestup            | 5 mil.Kč           | iDnes.cz  |
| 6              | O    | Česko  | Tomáš Jablonský    | 28  | ŠK Slovan Bratislava |                    | volný hráč         | —                  |           |
| 22             | O    | Česko  | Tomáš Souček       | 20  | FK Viktoria Žižkov   | návrat z hostování | návrat z hostování | návrat z hostování | slavia.cz |
| 18             | Z    | Česko  | Josef Bazal        | 21  | FK Viktoria Žižkov   | návrat z hostování | návrat z hostování | návrat z hostování | slavia.cz |
| 9              | Z    | Česko  | Jan Štohanzl       | 30  | FK Mladá Boleslav    | 2016               | hostování          | —                  | deník.cz  |
| 14             | Z    | Srbsko | Miljan Vukadinović | 22  | FK Mladá Boleslav    | 2016+              | hostování          | ×                  | idnes.cz  |
| 24             | Ú    | Česko  | Radek Voltr        | 23  | FK Viktoria Žižkov   |                    | přestup            | —                  | FAČR      |
| 15             | O    | Česko  | Libor Holík        | 17  | 1. FC Slovácko       |                    | přestup            | —                  | FAČR      |

| Odešli z týmu |      |           |                     |     |                     |                  |                 |           |
| Číslo         | Poz. | Nár.      | Hráč                | Věk | Kam odešel          | Typ              | Cena            | Zdroj     |
| 34            | B    | Slovensko | Matej Rakovan       | 25  | FC Vysočina Jihlava | přestup          | —               | [ 3 ]     |
| 30            | O    | Česko     | Martin Dostál       | 25  | FC Baník Ostrava    | hostování ½ roku | ×               | iDnes.cz  |
| 15            | O    | Česko     | Lukáš Fialka        | 19  | MFK Skalica         | hostování ½ roku | —               |           |
| 26            | O    | Česko     | Marek Kodr          | 19  | FK Varnsdorf        | hostování ½ roku | ×               | slavia.cz |
| 6             | O    | Maďarsko  | Krisztián Tamás     | 20  | AC Milán            | konec hostování  | konec hostování |           |
| 26            | Z    | Argentina | Aldo Baéz           | 26  | FC Spartak Trnava   | hostování 1 rok+ | ×               | sn.cz     |
| 10            | Z    | Francie   | Damien Boudjemaa    | 30  | FC Astra Giurgiu    | volný hráč       | ×               |           |
| 25            | Z    | Česko     | Tomáš Mičola        | 26  | FC Baník Ostrava    | ukončení smlouvy | ×               | slavia.cz |
| 12            | Z    | Česko     | Václav Prošek       | 22  | FK Baník Sokolov    | hostování        | ×               | sport.cz  |
| 18            | Z    | Srbsko    | Vukadin Vukadinović | 24  | FK Jablonec         | konec hostování  | konec hostování |           |
| 27            | Ú    | Česko     | Marek Červenka      | 22  | FC Baník Ostrava    | hostování ½ roku | ×               | iDnes.cz  |

| Přechod hostování (přišli z hostování a odešli na jiné) |           |                      |     |                    |                  |                    |       |
| Poz.                                                    | Nár.      | Hráč                 | Věk | Odkud přišel       | Typ              | Kam odešel         | Zdroj |
| O                                                       | Česko     | Marek Čepelák        | 22  | FC Graffin Vlašim  | hostování        | SK Viktorie Jirny  |       |
| O                                                       | Česko     | Luboš Tusjak         | 23  | FC MAS Táborsko    |                  |                    |       |
| O                                                       | Česko     | Milan Nitrianský     | 24  | 1. FK Příbram      | konec smlouvy    | AS Avellino        |       |
| Z                                                       | Česko     | Martin Hurka         | 22  | FK Kolín           | hostování        | FK Viktoria Žižkov |       |
| Z                                                       | Česko     | František Mysliveček | 20  | FK Viktoria Žižkov | hostování ½ roku | FK Slavoj Vyšehrad | FAČR  |
| Ú                                                       | Slovensko | Dávid Škutka         | 27  | FO ŽP Podbrezová   | přestup          | TJ Spartak Myjava  | zdroj |

Poznámky:  —  = nezveřejněno (dohoda mezi kluby),   †  = odhadovaná cena,   +  = opce na prodloužení smlouvy,   ‡  = hráč působil pouze v juniorském týmu

### Změny v kádru v zimním přestupovém období 2016
| Přišli do týmu |      |                     |                  |     |                     |         |         |         |           |
| Číslo          | Poz. | Nár.                | Hráč             | Věk | Odkud přišel        | Do roku | Typ     | Cena    | Zdroj     |
| 10             | Z    | Česko               | Josef Hušbauer   | 25  | AC Sparta Praha     | 2019    | přestup | 15M Kč† |           |
| 27             | Z    | Česko               | Antonín Barák    | 21  | 1. FK Příbram       | 2019    | přestup |         |           |
| 5              | Ú    | Česko               | Zdeněk Linhart   | 21  | České Budějovice    | 2019    | přestup |         |           |
| 2              | Ú    | Česko               | Lukáš Železník   | 25  | FC Fastav Zlín      | 2019    | přestup |         | [ 91 ]    |
| 18             | O    | Česko               | Jan Bořil        | 24  | FK Mladá Boleslav   | 2019    | přestup |         |           |
| 1              | B    | Česko               | Jiří Pavlenka    | 23  | FC Baník Ostrava    | 2019    | přestup |         | [ 92 ]    |
| 24             | Ú    | Bosna a Hercegovina | Muris Mešanović  | 25  | FC Vysočina Jihlava | 2019    | přestup |         |           |
| 17             | Z    | Slovensko           | Jaroslav Mihalík | 21  | MŠK Žilina          | 2019    | přestup |         | slavia.cz |

| Odešli z týmu |      |         |                |     |                      |                  |      |        |
| Číslo         | Poz. | Nár.    | Hráč           | Věk | Kam odešel           | Typ              | Cena | Zdroj  |
| 2             | O    | Česko   | Michal Švec    | 28  | Bohemians Praha 1905 | hostování ½ roku | ×    | iSport |
| 18            | Z    | Česko   | Josef Bazal    | 22  | FC Vysočina Jihlava  | hostování ½ roku | ×    | [ 93 ] |
| 24            | Ú    | Česko   | Radek Voltr    | 24  | FC Vysočina Jihlava  | hostování ½ roku | ×    |        |
| 1             | B    | Česko   | Karel Hrubeš   | 22  | ŠK Slovan Bratislava | hostování ½ roku | ×    |        |
| 4             | Z    | Česko   | Robert Hrubý   | 21  | FC Baník Ostrava     | hostování ½ roku | ×    |        |
| 17            | Ú    | Senegal | Dame Diop      | 22  | FC Fastav Zlín       | přestup          | ×    | [ 94 ] |
| 5             | Ú    | Česko   | Zdeněk Linhart | 21  | FC MAS Táborsko      | hostování ½ roku | ×    |        |
|               | Ú    | Česko   | Pavel Vyhnal   | 25  | FK Slavoj Vyšehrad   | hostování ½ roku | ×    |        |

| Přechod hostování (přišli z hostování a odešli na jiné) |       |               |     |                   |                   |                |        |
| Poz.                                                    | Nár.  | Hráč          | Věk | Odkud přišel      | Typ               | Kam odešel     | Zdroj  |
| Z                                                       | Česko | Václav Prošek | 22  | FK Baník Sokolov  | hostování ½ roku+ | Bohemians 1905 |        |
| Z                                                       | Česko | Jan Vošahlík  | 26  | Šachter Karagandy | hostování         | 1. FK Příbram  | [ 95 ] |
| O                                                       | Česko | Marek Kodr    | 19  | FK Varnsdorf      | Juniorský tým     | Juniorský tým  |        |

Poznámky:  —  = nezveřejněno (dohoda mezi kluby),   †  = odhadovaná cena,   +  = opce na prodloužení smlouvy,   ‡  = hráč působil pouze v juniorském týmu

## Hráčské statistiky
Aktuální ke konci sezony 2015/2016
|        |                     |                    |        | Synot liga | Synot liga | Synot liga  | Synot liga | Synot liga |        | Pohár České pošty | Pohár České pošty | Pohár České pošty | Pohár České pošty | Pohár České pošty |   | Přátelsky | Přátelsky   | Přátelsky | Přátelsky |
| Pozice | Národnost           | Jméno              |        | Zápasy     | Minuty     | Čistá konta |            | Vyloučení  |        | Zápasy            | Minuty            | Čistá konta       |                   | Vyloučení         |   | Zápasy    | Čistá konta |           | Vyloučení |
| B      | Česko               | Martin Berkovec    | 23     | 2063       | 9          | 2           | 0          | 0          | 0      | 0                 | 0                 | 0                 | 13                | 7                 | 0 | 0         |             |           |           |
| B      | Česko               | Karel Hrubeš†      | 0      | 0          | 0          | 0           | 0          | 2          | 180    | 1                 | 0                 | 0                 | 7                 | 5                 | 0 | 0         |             |           |           |
| B      | Česko               | Jiří Pavlenka      | 8      | 637        | 4          | 0           | 0          | 0          | 0      | 0                 | 0                 | 0                 | 5                 | 3                 | 0 | 0         |             |           |           |
| B      | Česko               | Josef Řehák        | 0      | 0          | 0          | 0           | 0          | 0          | 0      | 0                 | 0                 | 0                 | 5                 | 3                 | 0 | 0         |             |           |           |
| Pozice | Národnost           | Jméno              | Zápasy | Minuty     | Gól        |             | Vyloučení  | Zápasy     | Minuty | Gól               |                   | Vyloučení         | Zápasy            | Gól               |   | Vyloučení |             |           |           |
| O      | Česko               | Jiří Bílek         | 22     | 1514       | 3          | 1           | 0          | 1          | 45     | 0                 | 1                 | 0                 | 19                | 1                 | 0 | 0         |             |           |           |
| O      | Česko               | Jan Bořil±         | 11     | 975        | 0          | 2           | 0          | 0          | 0      | 0                 | 0                 | 0                 | 9                 | 1                 | 0 | 0         |             |           |           |
| O      | Pobřeží slonoviny   | Simon Deli         | 28     | 2501       | 1          | 3           | 0          | 2          | 135    | 0                 | 0                 | 0                 | 16                | 0                 | 0 | 0         |             |           |           |
| O      | Česko               | Martin Dostál†     | 1      | 69         | 0          | 1           | 0          | 1          | 90     | 0                 | 0                 | 0                 | 9                 | 0                 | 0 | 0         |             |           |           |
| O      | Česko               | Michal Frydrych    | 15     | 1181       | 0          | 4           | 1          | 0          | 0      | 0                 | 0                 | 0                 | 9                 | 0                 | 0 | 0         |             |           |           |
| O      | Česko               | Libor Holík        | 1      | 1          | 0          | 0           | 0          | 0          | 0      | 0                 | 0                 | 0                 | 6                 | 0                 | 0 | 0         |             |           |           |
| O      | Česko               | Tomáš Jablonský    | 21     | 1860       | 0          | 3           | 0          | 1          | 90     | 0                 | 1                 | 0                 | 14                | 0                 | 0 | 0         |             |           |           |
| O      | Česko               | Martin Latka       | 13     | 1026       | 0          | 2           | 0          | 1          | 90     | 0                 | 0                 | 0                 | 17                | 0                 | 1 | 0         |             |           |           |
| O      | Česko               | Jan Mikula         | 22     | 1780       | 1          | 5           | 0          | 2          | 112    | 0                 | 0                 | 0                 | 20                | 1                 | 2 | 0         |             |           |           |
| O      | Česko               | Michal Švec†       | 6      | 405        | 0          | 2           | 0          | 1          | 90     | 0                 | 0                 | 0                 | 9                 | 0                 | 0 | 0         |             |           |           |
| Pozice | Národnost           | Jméno              | Zápasy | Minuty     | Gól        |             | Vyloučení  | Zápasy     | Minuty | Gól               |                   | Vyloučení         | Zápasy            | Gól               |   | Vyloučení |             |           |           |
| Z      | Česko               | Antonín Barák±     | 9      | 569        | 4          | 1           | 0          | 0          | 0      | 0                 | 0                 | 0                 | 7                 | 1                 | 0 | 0         |             |           |           |
| Z      | Česko               | Josef Bazal†       | 5      | 115        | 0          | 1           | 0          | 2          | 144    | 0                 | 0                 | 0                 | 11                | 5                 | 1 | 0         |             |           |           |
| Z      | Česko               | Milan Černý        | 14     | 833        | 0          | 4           | 0          | 1          | 36     | 0                 | 1                 | 0                 | 11                | 0                 | 0 | 0         |             |           |           |
| Z      | Česko               | Robert Hrubý†      | 9      | 567        | 0          | 4           | 1          | 1          | 55     | 0                 | 1                 | 0                 | 10                | 0                 | 0 | 0         |             |           |           |
| Z      | Česko               | Josef Hušbauer±    | 13     | 1133       | 2          | 4           | 0          | 0          | 0      | 0                 | 0                 | 0                 | 9                 | 3                 | 0 | 0         |             |           |           |
| Z      | Gruzie              | Levan Kenija       | 17     | 659        | 1          | 2           | 0          | 1          | 45     | 0                 | 0                 | 0                 | 7                 | 1                 | 0 | 0         |             |           |           |
| Z      | Slovensko           | Jaroslav Mihalík±  | 11     | 814        | 1          | 2           | 0          | 0          | 0      | 0                 | 0                 | 0                 | 3                 | 0                 | 0 | 0         |             |           |           |
| Z      | Česko               | Karel Piták        | 21     | 933        | 1          | 2           | 0          | 1          | 68     | 0                 | 1                 | 0                 | 16                | 4                 | 1 | 0         |             |           |           |
| Z      | Česko               | Tomáš Souček       | 29     | 2606       | 7          | 7           | 0          | 2          | 180    | 0                 | 0                 | 0                 | 19                | 3                 | 0 | 0         |             |           |           |
| Z      | Česko               | Jan Štohanzl       | 10     | 443        | 0          | 1           | 0          | 1          | 90     | 1                 | 0                 | 0                 | 7                 | 0                 | 0 | 0         |             |           |           |
| Z      | Srbsko              | Miljan Vukadinović | 16     | 689        | 2          | 2           | 0          | 0          | 0      | 0                 | 0                 | 0                 | 17                | 2                 | 0 | 0         |             |           |           |
| Z      | Česko               | Jaromír Zmrhal     | 27     | 2118       | 4          | 1           | 0          | 2          | 180    | 2                 | 0                 | 0                 | 15                | 5                 | 0 | 0         |             |           |           |
| Pozice | Národnost           | Jméno              | Zápasy | Minuty     | Gól        |             | Vyloučení  | Zápasy     | Minuty | Gól               |                   | Vyloučení         | Zápasy            | Gól               |   | Vyloučení |             |           |           |
| Ú      | Česko               | Marek Červenka†    | 1      | 1          | 0          | 0           | 0          | 1          | 35     | 2                 | 0                 | 0                 | 12                | 3                 | 0 | 0         |             |           |           |
| Ú      | Senegal             | Dame Diop†         | 1      | 4          | 0          | 0           | 0          | 1          | 23     | 0                 | 0                 | 0                 | 13                | 5                 | 0 | 0         |             |           |           |
| Ú      | Česko               | Jan Kuchta         | 1      | 12         | 0          | 0           | 0          | 0          | 0      | 0                 | 0                 | 0                 | 5                 | 2                 | 0 | 0         |             |           |           |
| Ú      | Bosna a Hercegovina | Muris Mešanović±   | 13     | 753        | 4          | 1           | 0          | 0          | 0      | 0                 | 0                 | 0                 | 9                 | 2                 | 0 | 0         |             |           |           |
| Ú      | Česko               | Milan Škoda        | 25     | 2164       | 14         | 3           | 0          | 1          | 90     | 1                 | 0                 | 0                 | 9                 | 5                 | 0 | 0         |             |           |           |
| Ú      | Česko               | Radek Voltr†       | 15     | 803        | 1          | 0           | 0          | 2          | 112    | 3                 | 0                 | 0                 | 11                | 6                 | 1 | 0         |             |           |           |
| Ú      | Česko               | Lukáš Železník±    | 8      | 371        | 0          | 0           | 0          | 0          | 0      | 0                 | 0                 | 0                 | 5                 | 3                 | 0 | 0         |             |           |           |

|        |           |                      | Přátelsky | Přátelsky         | Přátelsky | Přátelsky |   |          |               |       | Přátelsky | Přátelsky         | Přátelsky | Přátelsky |
| Pozice | N         | Jméno                | Zápasy    | Gól · Čistá konta |           | Vyloučení |   | Pozice   | N             | Jméno | Zápasy    | Gól · Čistá konta |           | Vyloučení |
| Z      | Argentina | Aldo Baéz            | 7         | 1                 | 0         | 0         | Ú | Česko    | Lukáš Batka   | 1     | 0         | 0                 | 0         |           |
| Z      | Francie   | Damien Boudjemaa     | 4         | 0                 | 0         | 0         | O | Česko    | Lukáš Fialka  | 2     | 0         | 0                 | 0         |           |
| Ú      | Česko     | Oskar Fotr           | 4         | 0                 | 0         | 0         | O | Česko    | Patrik Galián | 1     | 0         | 0                 | 0         |           |
| Z      | Česko     | Ondřej Kocourek      | 1         | 0                 | 0         | 0         | O | Česko    | Marek Kodr    | 10    | 1         | 0                 | 0         |           |
| Ú      | Česko     | Zdeněk Linhart       | 3         | 1                 | 0         | 0         | Z | Česko    | Tomáš Mičola  | 5     | 1         | 0                 | 0         |           |
| Z      | Česko     | František Mysliveček | 2         | 0                 | 0         | 0         | O | Ukrajina | Denis Peljak  | 2     | 0         | 0                 | 0         |           |
| Z      | Česko     | Jan Peterka          | 1         | 0                 | 0         | 0         | Z | Česko    | Václav Prošek | 2     | 0         | 0                 | 0         |           |
| B      | Slovensko | Matej Rakovan        | 3         | 1                 | 0         | 0         | Z | Česko    | Daniel Souček | 2     | 0         | 0                 | 0         |           |
| Ú      | Slovensko | Róbert Škutka        | 2         | 0                 | 0         | 0         | Z | Česko    | Tomáš Valenta | 1     | 0         | 0                 | 0         |           |
| Z      | Česko     | David Vavrouš        | 2         | 0                 | 0         | 0         | Ú | Česko    | Lukáš Veselý  | 3     | 0         | 0                 | 0         |           |
| Ú      | Česko     | Jan Vošahlík         | 3         | 1                 | 0         | 0         |   |          |               |       |           |                   |           |           |

Vysvětlivky: † = odehrál pouze podzimní část, ± = odehrál pouze jarní část.

### Střelecká listina
| Poz. | Nár.                | Hráč               | Góly | Synot liga | MOL Cup |
| ---- | ------------------- | ------------------ | ---- | ---------- | ------- |
| Ú    | Česko               | Milan Škoda        | 15   | 14         | 1       |
| O    | Česko               | Tomáš Souček       | 7    | 7          | —       |
| Z    | Česko               | Jaromír Zmrhal     | 6    | 4          | 2       |
| Z    | Česko               | Antonín Barák±     | 4    | 4          | —       |
| Ú    | Bosna a Hercegovina | Muris Mešanović±   | 4    | 4          | —       |
| Ú    | Česko               | Radek Voltr†       | 4    | 1          | 3       |
| O    | Česko               | Jiří Bílek         | 3    | 3          | —       |
| Ú    | Česko               | Marek Červenka†    | 2    | —          | 2       |
| Z    | Česko               | Josef Hušbauer±    | 2    | 2          | —       |
| Z    | Srbsko              | Miljan Vukadinović | 2    | 2          | —       |
| O    | Pobřeží slonoviny   | Simon Deli         | 1    | 1          | —       |
| Z    | Gruzie              | Levan Kenija       | 1    | 1          | —       |
| Z    | Slovensko           | Jaroslav Mihalík±  | 1    | —          | 1       |
| O    | Česko               | Jan Mikula         | 1    | 1          | —       |
| Z    | Česko               | Karel Piták        | 1    | 1          | —       |
| Z    | Česko               | Jan Štohanzl       | 1    | —          | 1       |
|      |                     | vlastní            | 2    | 2          | —       |
|      |                     | Celkem             | 57   | 48         | 9       |

Poslední úprava: konec sezony.

Vysvětlivky: † = odehrál pouze podzimní část, ± = odehrál pouze jarní část.

### Základní sestava
Sestavuje se pouze z utkání Synot ligy. Nejdůležitějším faktorem je počet startů v základní sestavě v soutěži. V případě rovnosti počtu duelů, rozhoduje pozdější start v základní sestavě.
| Číslo | Pozice         | N                   | Jméno                   | Zápasy |
| ----- | -------------- | ------------------- | ----------------------- | ------ |
| 12    | brankář        | Česko               | Martin Berkovec         | 22     |
| 6     | levý bek       | Česko               | Tomáš Jablonský         | 21     |
| 28    | stoper         | Česko               | Jiří Bílek (fotbalista) | 15     |
| 19    | stoper         | Pobřeží slonoviny   | Simon Deli              | 28     |
| 3     | pravý bek      | Česko               | Jan Mikula              | 20     |
| 23    | záložník       | Česko               | Josef Hušbauer          | 13±    |
| 22    | záložník       | Česko               | Tomáš Souček            | 29     |
| 16    | pravé "křídlo" | Slovensko           | Jaroslav Mihalík        | 10±    |
| 8     | levé "křídlo"  | Česko               | Jaromír Zmrhal          | 24     |
| 24    | útočník        | Bosna a Hercegovina | Muris Mešanović         | 9±     |
| 21    | útočník        | Česko               | Milan Škoda             | 24     |

Poslední úprava: konec sezony.
Vysvětlivky: † = odehrál pouze podzimní část, ± = odehrál pouze jarní část.

## Zápasy v sezoně 2015/16

### Souhrn působení v soutěžích
| Soutěž     | Fáze startu | Momentální pozice/ kolo | Konečná pozice/ kolo | První zápas       | Poslední zápas  |
| ---------- | ----------- | ----------------------- | -------------------- | ----------------- | --------------- |
| Synot liga | —           | —                       | 5. místo             | 24. července 2015 | 14. května 2016 |
| MOL Cup    | 2. kolo     | —                       | 3. kolo              | 29. srpna 2015    | 22. září 2015   |

Poslední úprava: konec sezony.

### Letní přípravné zápasy
| Datum                                            | Soupeř                             | Místo                         | Výsledek | Střelci Slavie                                                          |
| ------------------------------------------------ | ---------------------------------- | ----------------------------- | -------- | ----------------------------------------------------------------------- |
| 24/ 06/ 2015                                     | FC Graffin Vlašim (2. liga)        | Vlašim                        | 2-2      | 7' Voltr, 35' Bazal                                                     |
| Ministerský pohár - Čelákovice (2 × 40 min.)     |                                    |                               |          |                                                                         |
| 27/ 06/ 2015                                     | ŠK Slovan Bratislava               | Čelákovice                    | 1-4      | 58' Červenka                                                            |
| 27/ 06/ 2015                                     | FC Zbrojovka Brno                  | Čelákovice                    | 2-0      | 11' Mičola, 44' Bazal                                                   |
|                                                  |                                    |                               |          |                                                                         |
| 01/ 07/ 2015                                     | FC Vysočina Jihlava                | Xaverov, Praha                | 4-1      | 24' Červenka, 64' Baéz, 66' Bazal, 69' Piták                            |
| 01/ 07/ 2015                                     | Bohemians Praha 1905               | Ďolíček, Praha                | 1-0      | 72' Kodr                                                                |
| Herní soustředění - Rakousko (4. - 12. července) |                                    |                               |          |                                                                         |
| 05/ 07/ 2015                                     | MSV Duisburg (2. liga)             | St. Johann in Tirol, Rakousko | 1-1      | 54' Bílek                                                               |
| 07/ 07/ 2015                                     | FK Dynamo Moskva                   | Haiming, Rakousko             | 1-1      | 20' Piták                                                               |
| 10/ 07/ 2015                                     | WSG Wattens II (4. liga)           | Jenbach, Rakousko             | 8-0      | 16', 18', 58' Diop, 22', 45' Souček, 21' Voltr, 33' Bazal, 76' Červenka |
| 12/ 07/ 2015                                     | FK Ufa                             | Fügen, Rakousko               | 0-0      |                                                                         |
|                                                  |                                    |                               |          |                                                                         |
| 15/ 07/ 2015                                     | FC MAS Táborsko (2. liga)          | Sezimovo Ústí                 | 3-1      | 75', 82' Voltr, 87' Souček                                              |
| 18/ 07/ 2015                                     | SK Dyn. České Budějovice (2. liga) | Písek                         | 2-0      | 20' Mikula, 54' Piták                                                   |
| 02/ 09/ 2015                                     | MFK Trutnov (Divize C)             | Trutnov                       | 2-0      | 70' Bazal, 81' Zmrhal                                                   |
| 08/ 10/ 2015                                     | ŠK Slovan Bratislava               | Kolín                         | 1-3      | 26' Piták                                                               |

### Zimní přípravné zápasy
Zdroj: slavia.cz
| Datum                                                | Soupeř                       | Místo                          | Výsledek | Střelci Slavie                                              |
| ---------------------------------------------------- | ---------------------------- | ------------------------------ | -------- | ----------------------------------------------------------- |
| 09/ 01/ 2016                                         | FK Kolín (ČFL)               | UMT Eden, Praha                | 5-0      | 31' 89' Diop, 41' 60' Voltr, 83' Vošahlík                   |
| 09/ 01/ 2016                                         | FC Graffin Vlašim (2. liga)  | UMT Eden, Praha                | 4-0      | 17' Mešanović, 47' (pen) Hušbauer, 62' Železník, 85' Kuchta |
| 15/ 01/ 2016                                         | FC MAS Táborsko (2. liga)    | Nymburk                        | 3-1      | 50' Vukadinović, 69' Zmrhal, 90' Linhart                    |
| 16/ 01/ 2016                                         | MFK Chrudim (ČFL)            | UMT Eden, Praha                | 2-0      | 13' Vukadinović, 80' Kuchta                                 |
| 20/ 01/ 2016                                         | FK Ústí nad Labem (2. liga)  | UMT Eden, Praha                | 0-2      |                                                             |
| 22/ 01/ 2016                                         | FK Slavoj Vyšehrad (2. liga) | UMT Eden, Praha                | 5-1      | 14' 35' Škoda, 38' Zmrhal, 50' Hušbauer, 57' Bořil,         |
| Herní soustředění - Španělsko (24. ledna - 6. února) |                              |                                |          |                                                             |
| 27 / 01/ 2016                                        | Jiangsu Suning FC            | Coín, Španělsko                | 5-1      | 27' Železník, 40' 57' Škoda, 62' Zmrhal, 79' Barák          |
| 29 / 01/ 2016                                        | Suwon Samsung                | San Pedro Alcántara, Španělsko | 1-0      | 23' Železník                                                |
| 01 / 02/ 2016                                        | Lech Poznań                  | Marbella, Španělsko            | 3-1      | 4' Škoda, 40' Hušbauer, 71' Kenija                          |
| 05 / 02/ 2016                                        | FK Dynamo Kyjev              | Marbella, Španělsko            | 2-1      | 53' Zmrhal, 58' Mešanović                                   |

### Synot Liga
Hlavní článek: Synot liga 2015/16

#### Ligová tabulka
| Poř. | Tým               | Z  | V  | R  | P  | VG | OG | B  |
| ---- | ----------------- | -- | -- | -- | -- | -- | -- | -- |
| 3.   | FC Slovan Liberec | 30 | 17 | 7  | 6  | 51 | 35 | 58 |
| 4.   | FK Mladá Boleslav | 30 | 16 | 9  | 5  | 63 | 37 | 57 |
| 5.   | SK Slavia Praha   | 30 | 14 | 10 | 6  | 48 | 26 | 52 |
| 6.   | FC Zbrojovka Brno | 30 | 14 | 5  | 11 | 37 | 38 | 47 |
| 7.   | FK Jablonec       | 30 | 10 | 11 | 9  | 46 | 39 | 41 |

|  | Postup do 3. předkola Evropské ligy 2016/17 |
|  | Postup do 2. předkola Evropské ligy 2016/17 |

- Vysvětlivky: Z = Zápasy; V = Výhry; R = Remízy; P = Prohry; VG = Vstřelené góly; OG = Obdržené góly; B = Body.

| Celkem | Celkem | Celkem | Celkem | Celkem | Celkem | Celkem | Celkem | Doma | Doma | Doma | Doma | Doma | Doma | Venku | Venku | Venku | Venku | Venku | Venku |
| Z      | V      | R      | P      | VG     | OG     | GR     | Body   | V    | R    | P    | VG   | OG   | Body | V     | R     | P     | VG    | OG    | Body  |
| ------ | ------ | ------ | ------ | ------ | ------ | ------ | ------ | ---- | ---- | ---- | ---- | ---- | ---- | ----- | ----- | ----- | ----- | ----- | ----- |
| 30     | 14     | 10     | 6      | 48     | 26     | +22    | 52     | 8    | 6    | 1    | 31   | 13   | 30   | 6     | 4     | 5     | 17    | 14    | 22    |

#### Kolo po kole
| Kolo     | 1  | 2  | 3  | 4  | 5 | 6 | 7 | 8 | 9 | 10 | 11 | 12 | 13 | 14 | 15 | 16 | 17 | 18 | 19 | 20 | 21 | 22 | 23 | 24 | 25 | 26 | 27 | 28 | 29 | 30 |
| -------- | -- | -- | -- | -- | - | - | - | - | - | -- | -- | -- | -- | -- | -- | -- | -- | -- | -- | -- | -- | -- | -- | -- | -- | -- | -- | -- | -- | -- |
| Hřiště   | V  | D  | V  | D  | V | D | V | D | D | V  | D  | V  | D  | V  | D  | V  | D  | V  | D  | V  | D  | V  | V  | D  | V  | D  | V  | D  | V  | D  |
| Výsledek | P  | R  | P  | V  | V | R | V | V | R | R  | P  | V  | R  | V  | V  | P  | V  | R  | V  | P  | V  | P  | V  | R  | R  | R  | R  | V  | V  | V  |
| Pozice   | 13 | 12 | 15 | 11 | 7 | 7 | 6 | 4 | 5 | 5  | 7  | 5  | 6  | 5  | 4  | 5  | 4  | 5  | 5  | 5  | 5  | 5  | 5  | 5  | 5  | 5  | 5  | 5  | 5  | 5  |

Poslední úprava: konec sezony.

Hřiště: D = Domácí; V = Venkovní. Výsledek: V = Výhra; P = Prohra; R = Remíza

#### Podzimní část
| 1. kolo 24. července 2015 | FC Viktoria Plzeň                     | 2 – 1 | SK Slavia Praha | Doosan Arena, Plzeň             |  |
| 17:30 SELČ | Daniel Kolář 19' Aidin Mahmutović 80' |       | 90' Milan Škoda | Diváci: 11.233 Rozhodčí: Franěk |  |
| Poznámky: Sestava: Berkovec – Švec, Latka (K), Deli, Jablonský – Souček, Hrubý – Mikula (85. Černý), Piták (85. Voltr), Zmrhal – Škoda |                                       |       |                 |                                 |  |

| 2. kolo 2. srpna 2015 | SK Slavia Praha                | 2 – 2 | FC Slovan Liberec              | Eden Aréna, Praha                |  |
| 17:00 SELČ | Milan Škoda 10' Jan Mikula 13' |       | 2' Marek Bakoš 55' Josef Šural | Diváci: 6.739 Rozhodčí: Královec |  |
| Poznámky: Sestava: Berkovec - Švec, Bílek, Deli, Jablonský - Souček, Hrubý (90. Červenka) - Mikula, Piták (kap.) (57. Černý), Zmrhal (81. Voltr) - Škoda |                                |       |                                |                                  |  |

| 3. kolo 8. srpna 2015 | FC Zbrojovka Brno | 1 – 0 | SK Slavia Praha | Městský fotbalový stadion Srbská, Brno |  |
| 20:15 SELČ | Michal Škoda 28'  |       |                 | Diváci: 5.090 Rozhodčí: Proske         |  |
| Poznámky: Sestava: Berkovec – Dostál (69. Voltr), Bílek, Deli, Jablonský – Souček, Hrubý (84. Bazal) – Mikula, Piták (K), Zmrhal (46. Černý) – Škoda. |                   |       |                 |                                        |  |

| 4. kolo 16. srpna 2015 | SK Slavia Praha                                     | 4 – 0 | FC Vysočina Jihlava | Eden Aréna, Praha               |  |
| 17:00 SELČ | Milan Škoda 8', 65' Simon Deli 29' Tomáš Souček 59' |       |                     | Diváci: 5.127 Rozhodčí: Zelinka |  |
| Poznámky: Sestava: Berkovec – Mikula, Bílek, Deli, Jablonský (60. Švec) – Štohanzl, Hrubý, Souček, Černý (78. Zmrhal) – Voltr (84. Bazal), Škoda (C) |                                                     |       |                     |                                 |  |

| 5. kolo 22. srpna 2015 | FC Baník Ostrava | 1 – 3 | SK Slavia Praha                          | Městský stadion v Ostravě-Vítkovicích, Vítkovice |  |
| 20:15 SELČ | Patrik Mišák 74' |       | 45', 90' (+1) Milan Škoda 8' Radek Voltr | Diváci: 4.548 Rozhodčí: Hrubeš                   |  |
| Poznámky: Sestava: Berkovec – Mikula, Latka (C), Deli, Švec – Štohanzl (79. Zmrhal), Souček, Hrubý (75. Piták), Černý – Škoda, Voltr (88. Bílek) |                  |       |                                          |                                                  |  |

| 6. kolo 12. září 2015 | SK Slavia Praha      | 1 – 1 | FK Mladá Boleslav                 | Eden Aréna, Praha             |  |
| 20:15 SELČ | Roman Polom 61' (vl) |       | 79' Jiří Skalák 87' Jiří Fleišman | Diváci: 6.151 Rozhodčí: Paták |  |
| Poznámky: Sestava: Berkovec - Mikula, Latka (kap.), Deli, Jablonský - Hrubý (46. Bazal), Piták (83. Bílek), Souček, Černý - Voltr, Škoda |                      |       |                                   |                               |  |

| 7. kolo 19. září 2015 | FC Fastav Zlín | 0 – 2 | SK Slavia Praha                   | Letná, Zlín                   |  |
| 17:00 SELČ |                |       | 47' Levan Kenija 61' Tomáš Souček | Diváci: 5.678 Rozhodčí: Jílek |  |
| Poznámky: Sestava: Berkovec – Mikula (82. Bílek), Latka, Deli, Jablonský – Kenia (77. Bazal), Souček, Zmrhal (90. Piták), Černý – Škoda, Voltr |                |       |                                   |                               |  |

| 8. kolo 27. září 2015 | SK Slavia Praha      | 1 – 0 | AC Sparta Praha | Eden Aréna, Praha                |  |
| 15:00 SELČ | Jaromír Zmrhal 45+1' |       |                 | Diváci: 17.663 Rozhodčí: Zelinka |  |
| Poznámky: Sestava: Berkovec – Mikula, Latka (kap.), Deli, Jablonský – Souček, Zmrhal – Voltr (90. Bílek), Kenia (90. Frydrych), Štohanzl (70. Černý) – Škoda |                      |       |                 |                                  |  |

| 9. kolo 4. října 2015 | SK Slavia Praha | 1 – 1 | FK Dukla Praha      | Eden Aréna, Praha                 |  |
| 14:30 SELČ | Milan Škoda 63' |       | 5' Michael Krmenčík | Diváci: 10.547 Rozhodčí: Královec |  |
| Poznámky: Sestava: Berkovec – Mikula, Latka (K), Deli, Jablonský – Piták, Zmrhal – Bazal (46. Hrubý), Voltr (68. Vukadinovič), Černý (86. Diop) – Škoda |                 |       |                     |                                   |  |

| 10. kolo 17. října 2015 | FK Jablonec | 0 – 0 | SK Slavia Praha | Stadion Střelnice, Jablonec nad Nisou |  |
| 14:30 SELČ |             |       |                 | Diváci: 3.042 Rozhodčí: Příhoda       |  |
| Poznámky: Sestava: Berkovec – Mikula, Latka, Deli, Jablonský – Štohanzl (88. Piták), Souček, Zmrhal (90. Vukadinovič), Černý (80. Frydrych) – Škoda, Voltr |             |       |                 |                                       |  |

| 11. kolo 23. října 2015 | SK Slavia Praha | 0 – 2 | SK Sigma Olomouc       | Eden Aréna, Praha              |  |
| 20:15 SELČ |                 |       | 45+1' 50' David Houska | Diváci: 5.321 Rozhodčí: Franěk |  |
| Poznámky: Sestava: Berkovec – Mikula, Latka (kap.), Deli, T. Jablonský – Souček, Zmrhal – Voltr (60. Hrubý), Kenia (80. Piták), Štohanzl (13. Černý) – Škoda |                 |       |                        |                                |  |

| 12. kolo 1. listopadu 2015 | FK Teplice | 0 – 1 | SK Slavia Praha | Stadion Na Stínadlech, Teplice   |  |
| 18:30 SEČ |            |       | 86' Jiří Bílek  | Diváci: 6.871 Rozhodčí: Kocourek |  |
| Poznámky: Sestava: Berkovec – Frydrych, Latka (K), Deli, Švec – Souček, Piták (76. Bílek) – Černý (72. Voltr), Kenia, Zmrhal (90. Vukadinovič) – Škoda |            |       |                 |                                  |  |

| 13. kolo 8. listopadu 2015 | SK Slavia Praha      | 2 – 2 | Bohemians Praha 1905                          | Eden Aréna, Praha              |  |
| 15:00 SEČ | Milan Škoda 38', 87' |       | 9' (vl.) Simon Deli 32' (pen) Josef Jindřišek | Diváci: 13.976 Rozhodčí: Lerch |  |
| Poznámky: Sestava: Berkovec - Frydrych, Latka (kap.) (33. Bílek), Deli, Jablonský - Souček, Piták - Černý (66. Vukadinovič), Voltr (78. Kuchta), Zmrhal - Škoda |                      |       |                                               |                                |  |

| 14. kolo 21. listopadu 2015 | 1. FC Slovácko | 0 – 2 | SK Slavia Praha                           | Městský fotbalový stadion Miroslava Valenty, Uherské Hradiště |  |
| 17:00 SEČ |                |       | 33' Miljan Vukadinović 59' Jaromír Zmrhal | Diváci: 4.548 Rozhodčí: Orel                                  |  |
| Poznámky: Sestava: Berkovec – Frydrych, Bílek (75. Švec), Deli, Jablonský – Piták, Souček – Mikula, Vukadinovič (90. Voltr), Zmrhal (90. Holík) – Škoda |                |       |                                           |                                                               |  |

| 15. kolo 28. listopadu 2015 | SK Slavia Praha                       | 2 – 1 | 1. FK Příbram     | Eden Aréna, Praha               |  |
| 17:00 SEČ | Milan Škoda 27' (pen) Karel Piták 67' |       | 74' Josef Divíšek | Diváci: 5.642 Rozhodčí: Příhoda |  |
| Poznámky: Sestava: Berkovec - Frydrych, Bílek, Deli, Jablonský - Mikula, Piták, Souček, Zmrhal (90. Černý) - Vukadinovič (80. Kenia) - Škoda |                                       |       |                   |                                 |  |

| 16. kolo 6. prosince 2015 | FC Slovan Liberec                 | 2 – 1 | SK Slavia Praha   | Stadion U Nisy, Liberec       |  |
| 14:00 SEČ | Marek Bakoš 57' David Pavelka 59' |       | 2' Jaromír Zmrhal | Diváci: 6.919 Rozhodčí: Jílek |  |
| Poznámky: Sestava: Berkovec – Mikula (67. Voltr), Frydrych, Bílek, Jablonský – Deli (71. Hrubý), Souček – Piták, Kenia (65.Vukadinovič), Zmrhal – Škoda |                                   |       |                   |                               |  |

#### Jarní část
| 17. kolo 13. února 2016 | SK Slavia Praha                                 | 2 – 0 | FC Zbrojovka Brno | Eden Aréna, Praha                 |  |
| 18:20 SEČ | Muris Mešanović 15' Jiří Bílek (fotbalista) 42' |       |                   | Diváci: 12.067 Rozhodčí: Kocourek |  |
| Poznámky: Sestava: Berkovec – Bořil, Bílek (kap.), Deli, Jablonský – Souček – Vukadinovič (86. Štohanzl), Hušbauer, Zmrhal – Železník (88. Barák), Mešanović (90. Mikula) |                                                 |       |                   |                                   |  |

| 18. kolo 20. února 2016 | FC Vysočina Jihlava | 0 – 0 | SK Slavia Praha | Stadion v Jiráskově ulici, Jihlava |  |
| 18:00 SEČ |                     |       |                 | Diváci: 4.290 Rozhodčí: Paták      |  |
| Poznámky: Sestava: Berkovec – Bořil (75. Mikula), Bílek, Deli, Jablonský – Souček – Vukadinovič (46. Mihalík), Hušbauer, Zmrhal – Mešanovič (67. Železník), Škoda |                     |       |                 |                                    |  |

| 19. kolo 28. února 2016 | SK Slavia Praha          | 3 – 1 | FC Baník Ostrava     | Eden Aréna, Praha               |  |
| 17:30 SEČ | Tomáš Souček 32' 37' 65' |       | 27' Dyjan de Azevedo | Diváci: 12.985 Rozhodčí: Proske |  |
| Poznámky: Sestava: Berkovec - Mikula, Frydrych, Deli, Jablonský - Souček - Vukadinovič, Hušbauer (86. Piták), Mihalík (74. Štohanzl) - Škoda (kap.), Mešanovič (64. Železník) |                          |       |                      |                                 |  |

| 20. kolo 5. března 2016 | FK Mladá Boleslav                                         | 2 – 1 | SK Slavia Praha                         | Městský stadion Mladá Boleslav, Mladá Boleslav |  |
| 18:00 SEČ | Lukáš Magera 57' (pen) Jakub Rada 85' Ondřej Kúdela 90+1' |       | 55' Michal Frydrych 90' Muris Mešanović | Diváci: 5.000 Rozhodčí: Ardeleánu              |  |
| Poznámky: Sestava: Pavlenka – Mikula, Frydrych, Deli, Jablonský – Mihalík (62. Mešanovič), Hušbauer, Souček, Zmrhal (78. Kenia) – Železník, Škoda (K) (86. Piták) |                                                           |       |                                         |                                                |  |

| 21. kolo 11. března 2016 | SK Slavia Praha | 1 – 0 | FC Fastav Zlín | Eden Aréna, Praha               |  |
| 20:15 SEČ | Tomáš Souček 6' |       |                | Diváci: 6.673 Rozhodčí: Zelinka |  |
| Poznámky: Sestava: Pavlenka – Mikula, Latka (K), Deli, Jablonský – Hušbauer (59. Piták), Souček – Miljan Vukadinovič, Kenia (68. Mešanovič), Zmrhal (83. Štohanzl) – Škoda |                 |       |                |                                 |  |

| 22. kolo 20. března 2016 | AC Sparta Praha                                | 3 – 1 | SK Slavia Praha | Generali Arena, Praha             |  |
| 19:30 SEČ | David Lafata 56' Costa 74' Ondřej Zahustel 77' |       | 6' Milan Škoda  | Diváci: 18.684 Rozhodčí: Kocourek |  |
| Poznámky: Sestava: Berkovec - Bořil, Latka (kap.), Deli, Jablonský - Železník (76. Mešanovič), Hušbauer, Souček, Štohanzl (65. Kenia) - Vukadinovič, Škoda |                                                |       |                 |                                   |  |

| 23. kolo 3. dubna 2016 | FK Dukla Praha | 0 – 1 | SK Slavia Praha         | Na Julisce, Praha              |  |
| 15:00 SELČ |                |       | 33' (vl.) Lukáš Štetina | Diváci: 7.753 Rozhodčí: Proske |  |
| Poznámky: Sestava: Pavlenka – Mikula, Bílek (kap.), Deli, Bořil – Souček – M. Vukadinovič, Barák (79. Štohanzl), Zmrhal, Mihalík (73. Milan Škoda) – Mešanović (87. Latka) |                |       |                         |                                |  |

| 24. kolo 9. dubna 2016 | SK Slavia Praha | 0 – 0 | FK Jablonec | Eden Aréna, Praha             |  |
| 17:00 SELČ |                 |       |             | Diváci: 8.085 Rozhodčí: Jílek |  |
| Poznámky: Sestava: Pavlenka - Frydrych, Bílek (kap.), Deli, Bořil - Souček - Zmrhal, Hušbauer, Barák (70. Kenia), Mihalík - Mešanovič (87. Železník) |                 |       |             |                               |  |

| 25. kolo 16. dubna 2016 | SK Sigma Olomouc | 1 – 1 | SK Slavia Praha    | Andrův stadion, Olomouc          |  |
| 17:00 SELČ | Jan Navrátil 59' |       | 79' Jaromír Zmrhal | Diváci: 5.459 Rozhodčí: Pechanec |  |
| Poznámky: Sestava: Pavlenka – Frydrych, Bílek, Deli, Bořil – Mihalík (62. Vukadinovič), Souček, Hušbauer, Zmrhal – Kenia (75. Barák) – Mešanovič (62. Železník) |                  |       |                    |                                  |  |

| 26. kolo 23. dubna 2016 | SK Slavia Praha      | 2 – 2 | FK Teplice                                            | Eden Aréna, Praha              |  |
| 20:15 SELČ | Milan Škoda 16', 51' |       | 31' Davor Kukec 79' Ivo Táborský 90+5' Soune Soungole | Diváci: 6.157 Rozhodčí: Houdek |  |
| Poznámky: Sestava: Pavlenka - Bořil, Bílek, Deli, Jablonský - Mihalík (88. Kenia), Souček, Hušbauer, Zmrhal - Železník (37. Barák), Škoda (81. Mešanovič) |                      |       |                                                       |                                |  |

| 27. kolo 30. dubna 2016 | Bohemians Praha 1905 | 0 – 0 | SK Slavia Praha | Ďolíček, Praha               |  |
| 19:00 SELČ |                      |       |                 | Diváci: 5.000 Rozhodčí: Jech |  |
| Poznámky: Sestava: Pavlenka - Bořil, Bílek, Deli, Frydrych - Mihalík (68. Zmrhal), Hušbauer (88. Piták), Souček, Barák - Mešanovič (68. Kenia), Škoda |                      |       |                 |                              |  |

| 28. kolo 7. května 2016 | SK Slavia Praha                                                         | 5 – 1 | 1. FC Slovácko     | Eden Aréna, Praha               |  |
| 15:30 SELČ | Antonín Barák 22' 43' Josef Hušbauer 73' Jiří Bílek 79' Milan Škoda 87' |       | 72' Jaroslav Diviš | Diváci: 6.011 Rozhodčí: Nenadál |  |
| Poznámky: Sestava: Pavlenka (8. Berkovec) – Bořil, Bílek, Deli, Frydrych – Souček (86. Piták) – Mihalík, Hušbauer, Barák, Zmrhal – Škoda (K) |                                                                         |       |                    |                                 |  |

| 29. kolo 11. května 2016 | 1. FK Příbram       | 1 – 3 | SK Slavia Praha                                        | Na Litavce, Příbram           |  |
| 18:15 SELČ | Patrik Brandner 52' |       | 12' Tomáš Souček 15' Muris Mešanović 29' Antonín Barák | Diváci: 4-386 Rozhodčí: Marek |  |
| Poznámky: Sestava: Berkovec – Mikula, Bílek (K), Frydrych, Bořil – Souček – Mihalík (83. Vukadinovič), Hušbauer, Barák (80. Piták), Zmrhal – Mešanovič (74. Kenia) |                     |       |                                                        |                               |  |

| 30. kolo 14. května 2016 | SK Slavia Praha                                                                                     | 5 – 0 | FC Viktoria Plzeň | Eden Aréna, Praha                |  |
| 15:30 SELČ | Jaroslav Mihalík 4' Antonín Barák 20' Muris Mešanović 27' Josef Hušbauer 57' Miljan Vukadinović 87' |       |                   | Diváci: 10.121 Rozhodčí: Julínek |  |
| Poznámky: Sestava: M. Berkovec - J. Mikula, M. Frydrych, J. Bílek, J. Bořil - J. Mihalík (79. M. Vukadinovič), J. Hušbauer, A. Barák, T. Souček, J. Zmrhal (81. K. Piták) - M. Mešanovič (82. L. Kenia) | |       |                   |                                  |  |

### MOL Cup
Hlavní článek: MOL Cup 2015/16
| 2. kolo 28. srpna 2015 | SK Union 2013 | 0 – 7 | SK Slavia Praha                                                                       | Městský stadion, Nový Bydžov  |  |
| 17:30 SELČ |               |       | 20', 36', 39' Radek Voltr 54' Jan Štohanzl 73', 83' Marek Červenka 80' Jaromír Zmrhal | Diváci: 2.055 Rozhodčí: Berka |  |
| Poznámky: Sestava: Hrubeš – Mikula, Latka (K), Bílek (46. Deli), Dostál – Hrubý (55. Červenka), Souček – Štohanzl, Bazal, Zmrhal – Voltr (67. Diop) |               |       |                                                                                       |                               |  |

| 3. kolo 22. září 2015 | FK Ústí nad Labem                                                        | 4 – 2 | SK Slavia Praha                    | Městský stadion, Ústí nad Labem-Bukov |  |
| 18:00 SELČ | Jan Peterka 26' Tomáš Smola 36' (pen) Petr Hošek 66' Filip Novotný 90+2' |       | 71' Jaromír Zmrhal 89' Milan Škoda | Diváci: 3.296 Rozhodčí: Pechanec      |  |
| Poznámky: Sestava: Hrubeš – Švec, Frydrych, Deli, Jablonský – Bazal (54. Černý), Souček, Piták (68. Mikula), Zmrhal – Kenia (46. Voltr), Škoda |                                                                          |       |                                    |                                       |  |

## Ostatní týmy SK Slavia
zdroj: slavistickenoviny.cz, FAČR
| Tým                             | Soutěž                         | Umístění       |
| Mužské soutěže                  | Mužské soutěže                 | Mužské soutěže |
| ------------------------------- | ------------------------------ | -------------- |
| Juniorský tým (U21)             | Juniorská liga                 | 9. místo       |
| SK Slavia Praha U19             | 1. dorostenecká liga           | 15. místo      |
| SK Slavia Praha U18             | Česká liga dorostu             | 3. místo       |
| SK Slavia Praha U17             | Česká liga dorostu U17 A       | 2. místo       |
| SK Slavia Praha U16             | Česká liga dorostu U16 A       | 7. místo       |
| SK Slavia Praha U15             | Česká liga žáků U15 A          | 3. místo       |
| SK Slavia Praha U14             | Česká liga žáků U14 A          | 1. místo       |
| SK Slavia Praha U13             | Česká liga žáků U13            | 2. místo       |
| SK Slavia Praha U12             | Česká liga žáků U12            | 1. místo       |
| Ženské soutěže                  |                                |                |
| SK Slavia Praha - ženy          | 1. liga žen                    | 1. místo       |
| SK Slavia Praha - ženy          | Pohár KFŽ                      | vítěz          |
| Juniorský tým                   | 1. liga dorostenek             | 3. místo       |
| SK Slavia Praha - starší žákyně | 1. liga starších žákyň - Čechy | 3. místo       |
| SK Slavia Praha - mladší žákyně | 1. liga mladších žákyň - Čechy | 2. místo       |